# Secrétaire aux finances
Le Secrétaire aux Finances (chinois traditionnel : 財政司司長), souvent abrégé en FS, est un poste du Gouvernement de Hong Kong. Le Secrétaire aux Finances assiste le Chef de l'exécutif de Hong Kong (le Gouverneur de Hong Kong avant le transfert de souveraineté) dans la supervision des différents bureaux sous sa direction, en particulier ceux liés aux finances et à l’économie. Il joue aussi un rôle crucial dans l’harmonisation de la formulation et de l’implémentation des politiques du gouvernement. Le Secrétaire aux Finances est aussi responsable de la présentation du budget annuel au Conseil Législatif de Hong Kong.
Avant 1940, l’intitulé du poste était Trésorier Colonial.

## Liste des Trésoriers Coloniaux avant 1937
- Robert Montgomery Martin (1844–1845)
- William Thomas Mercer (1845–54)[1]
- ? Ricnaecker  (1854–56)[1]
- T.H. Forth (1856–62)[1]
- James Russell (1882)
- Alfred Lister (1882–1883)[2]
- H.E. Wodehouse (1883–90)[2]
- ? Mitchell-Innes (1891–93)[2]
- F.H. May (acting)[2]
- Norman Gilbert Mitchell-Innes (1890–1895)
- A. M. Thomson (acting) (1895–1897)
- T. Sercombe Smith (1897–1898)
- A. M. Thomson (1899–1918)
- C. McI. Messer (1918–1931)
- E. Taylors (1931–1937)

Source

## Liste des Secrétaires aux Finances entre 1937 et 1997
- Sydney Caine (1937–1940)
- Henry R. Butters (1940–1941)
- Geoffrey Follows (1946–1951)
- Arthur Grenfell Clarke (1952–1961)[4]
- John James Cowperthwaite (1961–1971)
- Charles Philip Haddon-Cave (1971–1981)
- John Henry Bremridge (1981–1986)
- Piers Jacobs (1986–1991)
- Hamish Macleod (1991–1995)
- Donald Tsang Yam-kuen (septembre 1995- juin 1997)

## Liste des Secrétaires aux Finances depuis 1997
- Donald Tsang (juillet 1997 - mai 2001)
- Antony Leung (mai 2001 - juillet 2003)
- Henry Tang (juillet 2003 - juillet 2007)
- John Tsang (juillet 2007 - janvier 2017)
- Paul Chan Mo-po (depuis janvier 2017)